# Рогоза (струмок)
Рогаза — струмок в Україні, у Сокирянському районі Чернівецької області. Права притока Драбищи (басейн Дунаю).

## Опис
Довжина струмка приблизно 4,5 км.

## Розташування
Бере початок у Романківцях. Тече переважно на південний схід і впадає у річку Драбищу, праву притоку Раківця.